# 留凤关镇
留凤关镇，是中华人民共和国陕西省宝鸡市凤县下辖的一个乡镇级行政单位。

## 行政区划
留凤关镇下辖以下地区：
留凤关村、榆林铺村、连云寺村、南凤村、高桥铺村、酒奠沟村、寺沟村、瓦房坝村、青龙寺村、长坪村、三岔村、酒铺村、张坡沟村、心红铺村、喇嘛泉村、孔家庄村、三官殿村、苇子坪村、温江寺村、沙家寺村、费家庄村、白果树村和麻峪河村。